# Silverlykta
Silverlykta (Phosichthys argenteus) är en fiskart som beskrevs av Hutton 1872. Silverlykta ingår i släktet Phosichthys och familjen Phosichthyidae. Inga underarter finns listade i Catalogue of Life.